# Gerhard Rohlfs (Afrikaforscher)

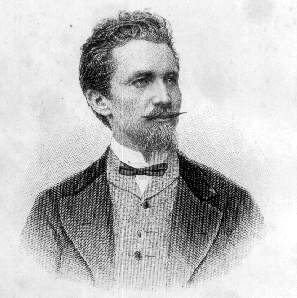
Gerhard Rohlfs

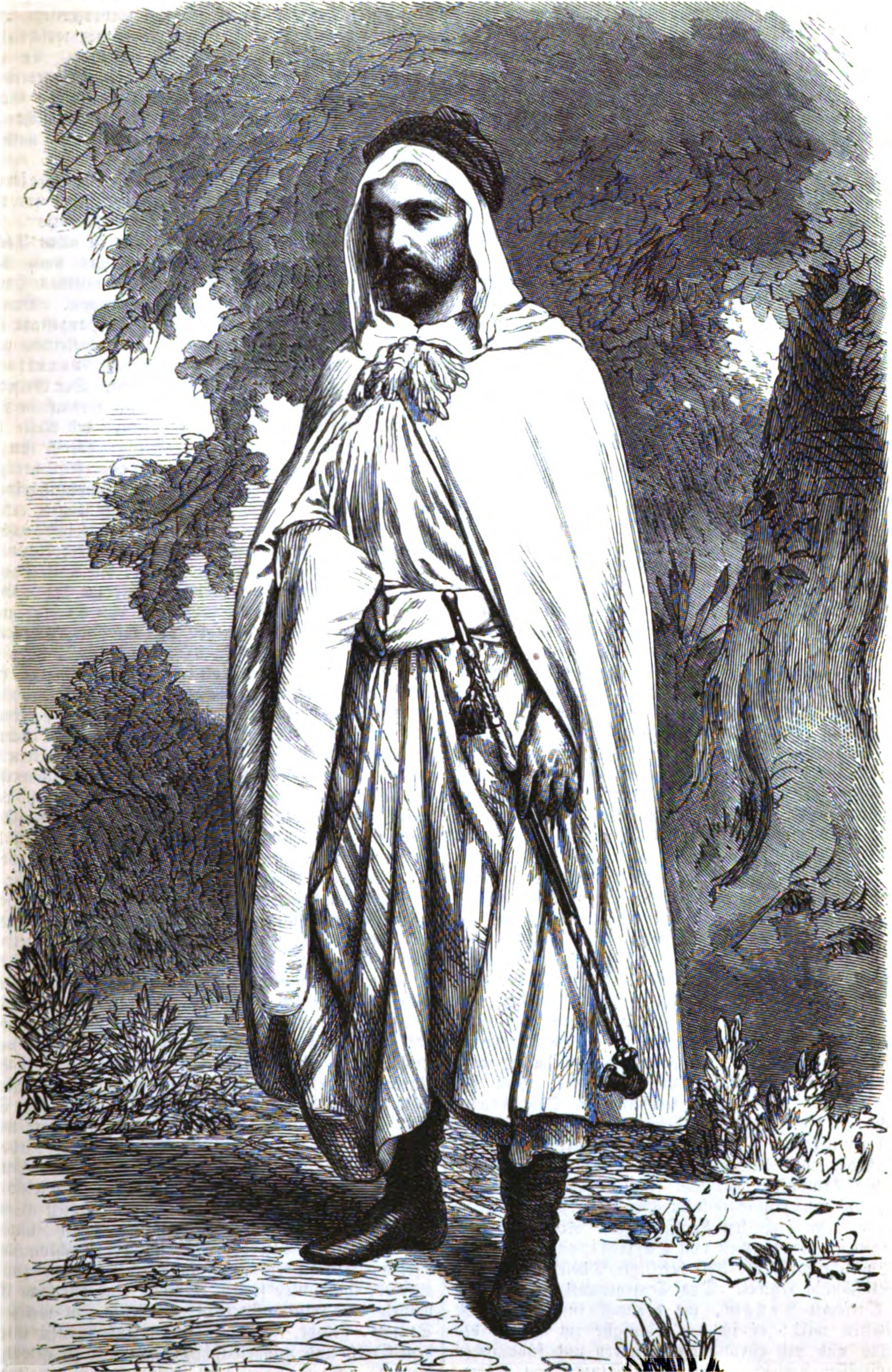
Gerhard Rohlfs, um 1863.

Friedrich Gerhard Rohlfs (* 14. April 1831 in Vegesack, Freie Hansestadt Bremen; † 2. Juni 1896 in Rüngsdorf, Landkreis Bonn) war ein deutscher Afrikaforscher und Schriftsteller.

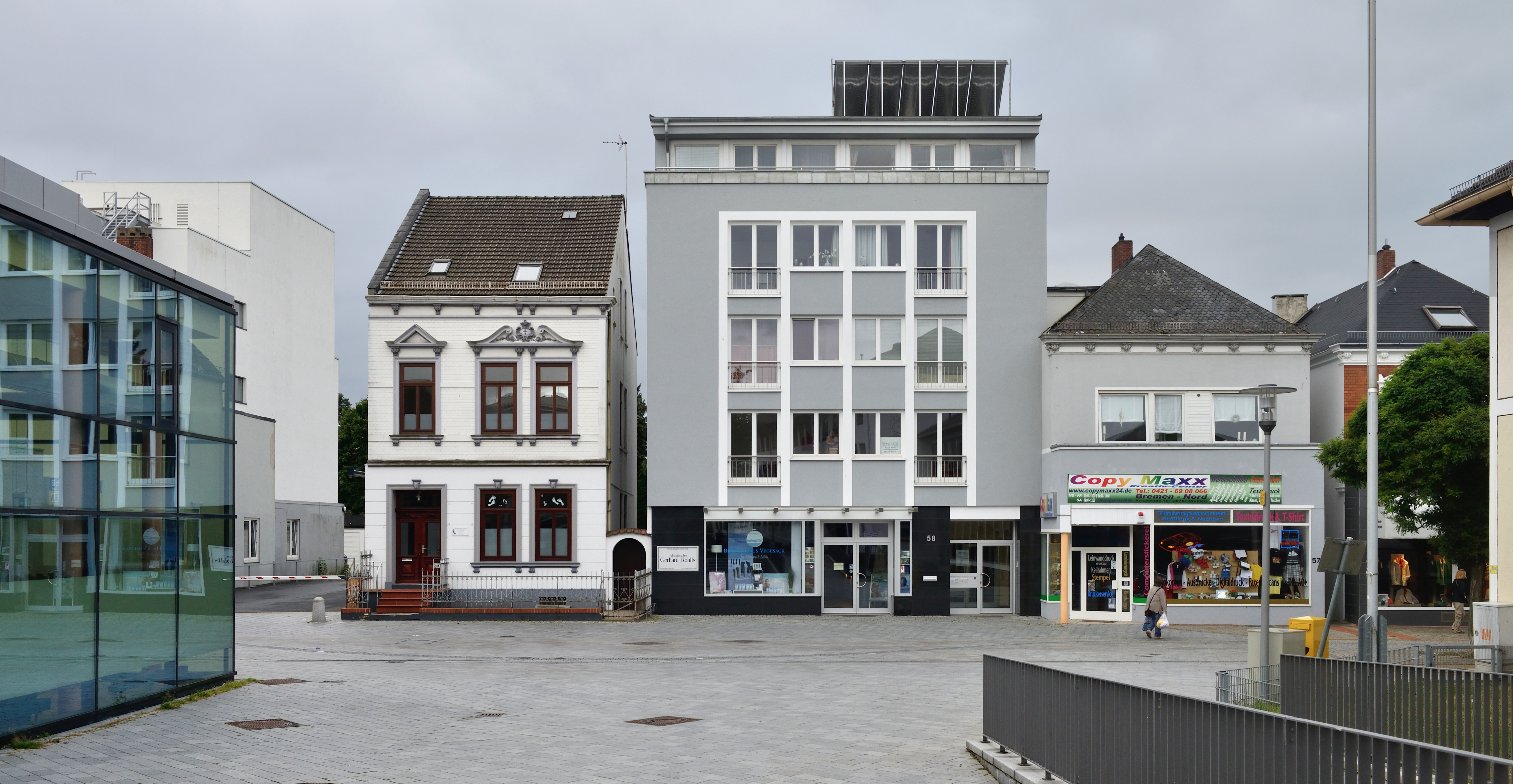
Standort (hohes Gebäude in der Mitte) des Geburtshauses von Gerhard Rohlfs in der Gerhard-Rohlfs-Straße in Bremen-Vegesack, mit Erinnerungsplakette.

## Biografie

### Jugend und Ausbildung
Gerhard Rohlfs war der dritte Sohn des Landarztes Gottfried Heinrich Rohlfs und der Marie Adelheid Wernsing. In seiner Kindheit und frühen Jugend wurde er wie seine sechs Geschwister von Hauslehrern unterrichtet. Der körperlich sehr schwach konstituierte Junge erwies sich in seiner Jugend als schwacher Schüler, der es ablehnte, den von den Eltern vorgegebenen Berufsweg als Mediziner einzuschlagen. Im Alter von fast 15 Jahren kam er auf das Ratsgymnasium Osnabrück. Der schulische Zwang wurde ihm so unerträglich, dass er seine Uhr verkaufte, seinen Eltern einen Abschiedsbrief schrieb und in Amsterdam versuchte, als Decksjunge auf einem Schiff anzuheuern. Die Mutter verhinderte dies im letzten Moment. Rohlfs wechselte auf das Gymnasium Ernestinum in Celle, das er schon am 21. Juni 1847 verließ, um die zum Abitur führende „Gelehrtenschule“ in Bremen aufzusuchen. Auch diese verließ er vorzeitig ohne Abschluss und trat zunächst in das Bremische Füsilier-Bataillon ein und anschließend als Unteroffizier in die schleswig-holsteinische Armee. Im Krieg gegen Dänemark nahm er im Juli 1850 an der Schlacht bei Idstedt teil.
Die Niederlage der schleswig-holsteinischen Armee führte jedoch bald danach zu deren Reduzierung. Aus dieser wurde er – gegen seinen Willen und gegen seine Bewerbung – am 30. März 1851 entlassen.
Wie seine beiden älteren Brüder Hermann und Heinrich studierte Gerhard Rohlfs Medizin. Er begann das Studium 1850 in Heidelberg, setzte es in Würzburg und Göttingen fort und brach es nach einigen Semestern ab, ohne jedoch eine Prüfung abzulegen, die für Studenten ohne Abitur vorgeschrieben war.

### Soldat, Legionär, Abenteurer
Rohlfs trat am 16. März 1854 für acht Jahre in das 21. Feldjägerbataillon der österreichischen Armee ein, und zwar als einfacher Soldat. Bereits am 26. Mai 1855 desertierte er. Einen Monat später wurde er von einer Patrouille gestellt und nach einem Kampf überwältigt. Er kam vor ein Kriegsgericht. Dieses degradierte ihn in die niedrigste Besoldungsstufe und verlängerte seine Dienstzeit um ein Jahr. Am 25. August 1856 desertierte Rohlfs erneut. Daraufhin betrat er Österreich nie wieder.
Schließlich, am 28. November 1856, wurde er in Colmar als Freiwilliger der französischen Fremdenlegion für das 2ème Régiment étranger (2. Ausländerregiment) angeworben. Seine Dienstverpflichtung betrug sieben Jahre. Er erreichte das Korps in Colmar am 20. Dezember 1856, wurde am 8. Juli 1859 Grenadier, fing am 6. Januar 1860 auf seinen Wunsch hin wieder als Füsilier an und wurde am 2. Mai 1860 Caporal. Dies war der höchstmögliche Rang, den ein ausländischer Legionär gewöhnlich erreichen konnte. Diesen Dienstgrad bekleidete er bis zu seinem Abschied.
Er nahm an mehreren Feldzügen teil, in Afrika (1856 bis zum 22. April 1859), in Italien (vom 25. April bis zum 8. August 1859), und wieder in Afrika von August 1859 bis 1860. Er erhielt die „Medaille d‘ Italie“. Bereits nach etwa vier Jahren wurde er am 25. Januar 1860 vorzeitig aus der siebenjährigen Dienstverpflichtung entlassen. Ihm wurde eine gute Führung bescheinigt.
Rohlfs hat nie über seine Erlebnisse in der Legion geschrieben. Auch im Freundeskreis durfte dieses Thema nicht angeschnitten werden. Zu diesem Zeitpunkt hatte er Arabisch in Grundzügen erlernt. Es gelang ihm, in Fès als oberster Arzt der marokkanischen Armee bestellt zu werden. Des Weiteren wurde ihm gestattet, eine Privatpraxis zu eröffnen. Rohlfs gelang es, sein Arabisch zu vervollkommnen und Kenntnis von Sitten, Lebensart und Religion der Nordafrikaner zu erlangen.
Sein größter Wunsch war es, nach der in Europa legendären Oase Timbuktu zu reisen. Er überquerte den bis dahin in Europa unbekannten Anti-Atlas, wurde aber überfallen und bei der Oase Boanen lebensgefährlich verwundet. Durch die massiven Verletzungen seines linken Armes waren seine Finger zeitlebens teilweise steif. Nach der Genesung unternahm er einen weiteren Versuch, Timbuktu zu erreichen. Er gelangte als erster Europäer in die Oasen von Tafilet, Twat und Tidikelt. In In Salah, dem Hauptort der Tidikelt-Oasen, galt Rohlfs als französischer Spion. Dies zwang ihn, seine Pläne aufzugeben und über Ghadames an die Mittelmeerküste nach Tripolis zurückzukehren.
Im Januar 1865 kehrte Rohlfs nach Deutschland zurück, das er fast zehn Jahre zuvor verlassen hatte. Der Gothaer Kartograph August Petermann redigierte und überarbeitete Rohlfs Reisenotizen nach wissenschaftlichen Kriterien. Als besonderer Förderer ermöglichte er dem einstigen Aussteiger den gesellschaftlichen Wiedereinstieg als angesehener Forschungsreisender.
Nach einigen Monaten Aufenthalt in Europa ging Rohlfs als offiziell unterstützter Forschungsreisender erneut nach Tripolis, um von dort (Abreise Mai 1865) das Hoggar-Massiv zu erforschen und nach Timbuktu weiterzuziehen. Schon in Ghadames musste er seine Marschrichtung wegen des feindseligen Verhaltens der Tuareg ändern. Er zog über Murzuk im Fessan und Bilma im Kaouar-Tal am Tschad-See vorbei nach Kuka, der Hauptstadt des Reiches Bornu. Mit Unterstützung des Sultans von Bornu gelangte er von dort an den Benue, den er bis zur Einmündung in den Niger bei Lokoja befuhr. Über Ilorin und Ibadan erreichte er im Mai 1867 Lagos am Golf von Guinea.

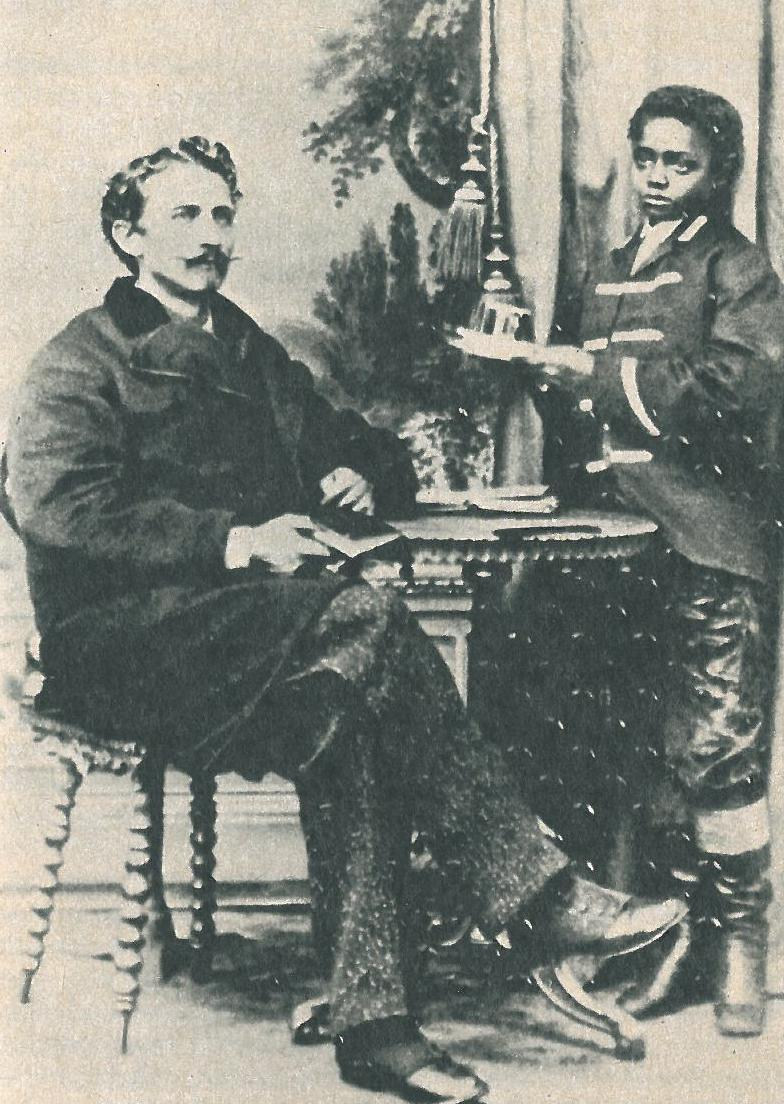
Gerhard Rohlfs und Diener Henry Noël

Rohlfs beschreibt in seinem Werk „Quer durch Afrika“ sehr anschaulich die Praxis des Sklavenhandels, dessen erklärter Gegner er war. Dennoch behandelte er in Murzuk einen erkrankten Sklavenhändler aus Kordofan. Aus Dank für seine Genesung schenkte dieser Rohlfs einen jungen Sklaven, der etwa sieben oder acht Jahre alt war. Weil dies am 25. Dezember 1865 geschah, gab Rohlfs dem Jungen den Namen Henry Noël. Da Rohlfs den Jungen nicht allein zurücklassen wollte, begleitete er Rohlfs auf seiner weiteren Reise. Rohlfs nahm ihn später mit nach Berlin, wo ihn der König von Preußen Wilhelm I. auf seine Kosten erziehen ließ.
Rohlfs hatte damit nicht nur als einer der ersten Europäer die gesamte Sahara durchquert, seine Reise vom Mittelmeer an die westafrikanische Küste wurde als die zweite europäische Afrikadurchquerung überhaupt gefeiert. Dies war zuvor nur dem Briten David Livingstone geglückt. In Berlin wurde er von König Wilhelm I. von Preußen empfangen und zum Ehrenmitglied der Berliner Gesellschaft für Erdkunde ernannt. Er erhielt die goldenen Medaillen der geographischen Gesellschaften von Paris und London.

### Preußischer Beobachter in Afrika
Der zunehmende Ruhm öffnete Rohlfs anschließend im politischen Bereich viele Türen. 1867/68 nahm er als Dolmetscher im Auftrag des Königs von Preußen an der britischen Strafexpedition in Abessinien teil. Er war Augenzeuge des Sturms auf Magdala und verarbeitete das Erlebte in seinem Buch über die Expedition. Rohlfs nahm bei diesem Unternehmen Höhenmessungen vor, die er ebenfalls in diesem Werk veröffentlichte.
Noch im selben Jahr führte ihn eine ebenfalls vom preußischen Königshaus unterstützte Expedition in die Cyrenaika. Rohlfs wollte von dort aus in die Kufra-Oasen gelangen, die zuvor noch kein Europäer erfolgreich bereist hatte. Die feindselige Einflussnahme der Senussi, die in ihm einen osmanischen Agenten sahen, machte es ihm aber unmöglich, dieses Vorhaben in die Tat umzusetzen. Rohlfs musste seine Pläne ändern und reiste zur Oase Siwa weiter. Bei dieser Expedition wurde Rohlfs auch von einem Fotografen begleitet, so dass viele der dortigen historischen Stätten erstmals dokumentiert werden konnten.
Zu dieser Zeit war Rohlfs bereits so populär, dass er Vortragsreisen nicht nur in Europa, sondern auch nach Übersee unternahm. Während einer Vortragsreise in Russland lernte er in Riga Leontine Behrens (1850–1917), die Nichte des Afrikareisenden Georg Schweinfurth, kennen und heiratete sie am 16. Juni 1870 in Riga nach nur dreiwöchiger Bekanntschaft. Das Ehepaar ließ sich in Weimar nieder. Seine Einkünfte sicherten ihm ein von materiellen Problemen unbeschwertes Leben.
Während des Deutsch-Französischen Krieges 1870/71 reiste Rohlfs als preußischer Agent nach Tunesien, um von dort aus algerische Berberstämme zum Aufstand gegen Frankreich zu ermutigen. Seine Mission scheiterte, da die französische Abwehr früh von seinen Absichten erfuhr.

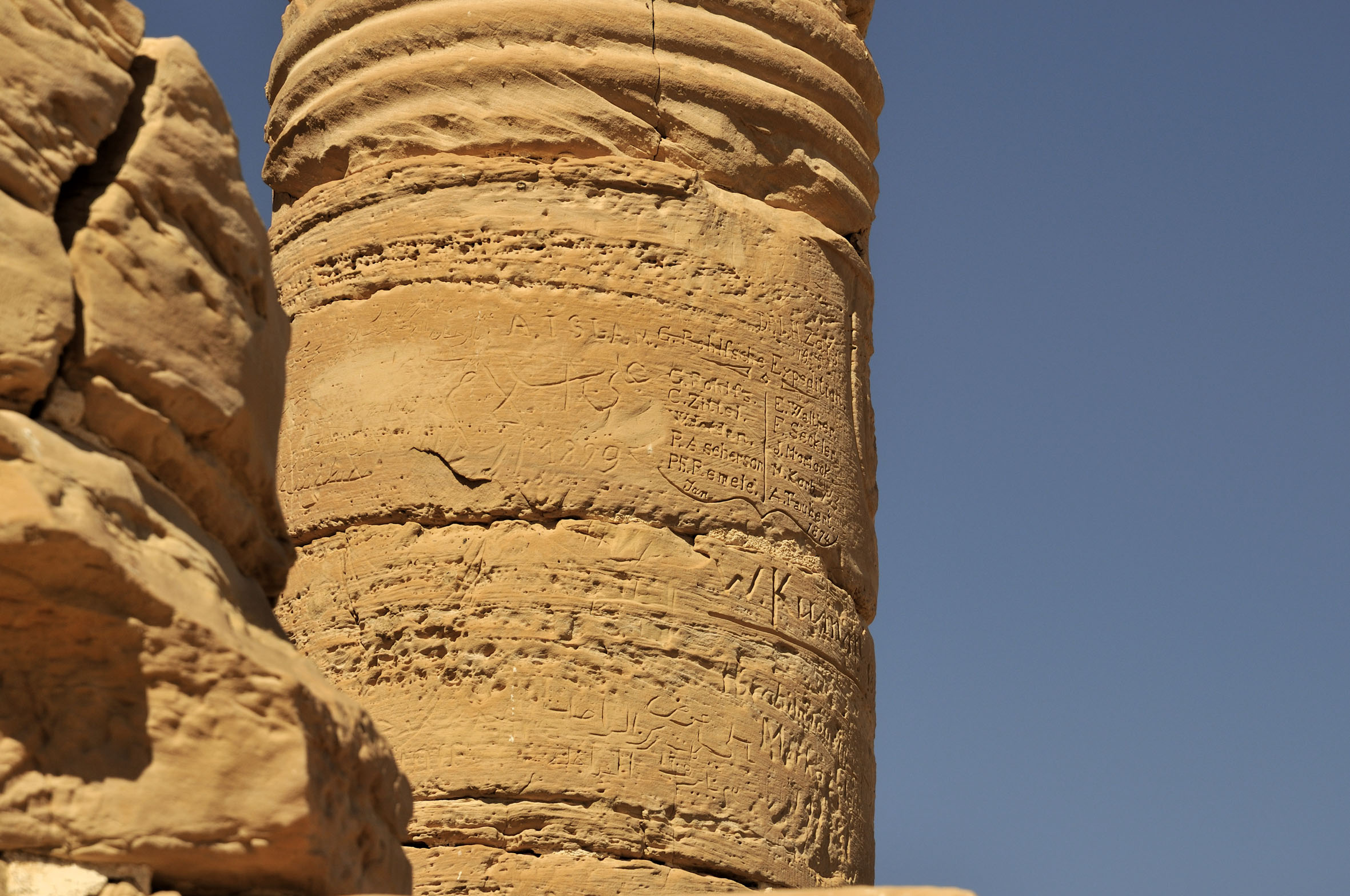
Inschrift Gerhard Rohlfs Expedition 1874 am Tempel Deir el-Hagar, Oase Dachla

### Expeditionen in Nordafrika
Seine wissenschaftlich wahrscheinlich bedeutsamste Expedition führte Rohlfs von 1873 bis 1874 im Auftrag des ägyptischen Khediven Ismail Pascha durch. Der Khedive finanzierte die Expedition mit einem Betrag von 80.000 Mark. So war diese Expedition außerordentlich gut ausgestattet. Von Ägypten aus wollte Rohlfs nach Kufra vorstoßen, aber auch dieses Mal verhinderte die Einflussnahme der Senussi, dass er geeignete Führer fand. Erneut musste Rohlfs seine Pläne ändern und nach Siwa abdrehen. Dieser Rohlfschen Expedition gehörten zahlreiche namhafte deutsche Wissenschaftler an: Karl Alfred von Zittel Geologe, Paul Ascherson Botaniker und Wilhelm Jordan Geodät. Ein Schwerpunkt der Expedition war die Erforschung der Oase Dachla und ihrer zahlreichen archäologischen Fundstätten sowie die Flora und Fauna der Oase und die Ausgrabung und Dokumentation des Tempels Deir el-Hagar. Eine weitere Besonderheit war die Verpflichtung des Photographen Philipp Remelé. Remelé fertigte über 150 Fotografien der Oase und seiner Bewohner an und war mit der Ausgrabung des Tempels Deir el-Hagar von Rohlfs beauftragt worden. An einer Säule des Tempels befindet sich ein Graffito der Expeditionsteilnehmer.

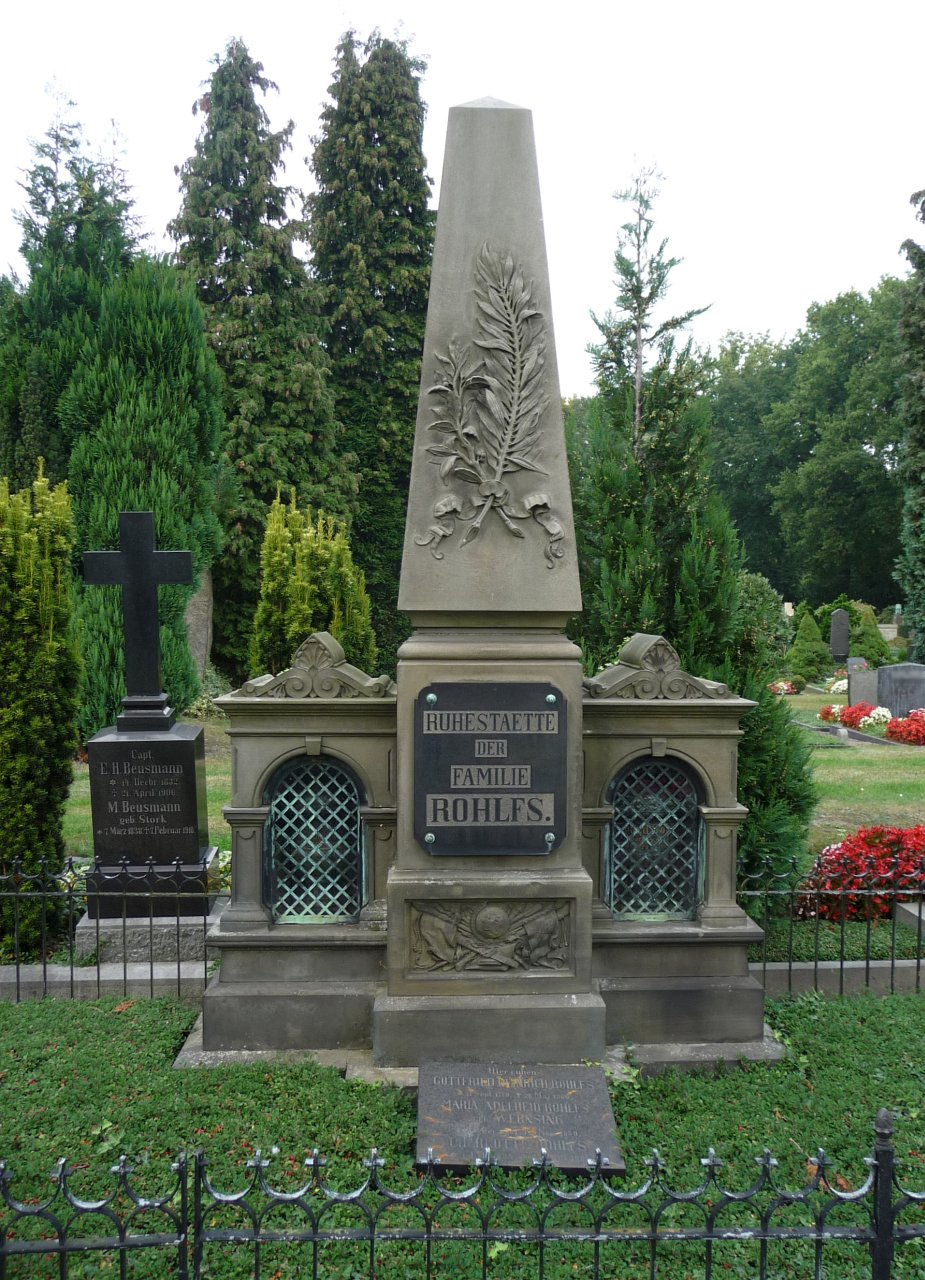
Grab auf dem Vegesacker Friedhof in Bremen

1878 führte Rohlfs im Auftrag der Afrikanischen Gesellschaft von Tripolis aus eine weitere Expedition durch. Durch die massive Unterstützung der osmanischen Regierung gelang es ihm dieses Mal tatsächlich, als erster Europäer nach Kufra zu gelangen. Dort aber wurde die Karawane überfallen und ausgeraubt. Rohlfs musste daraufhin die Rückreise antreten.
1880 reiste Rohlfs als Gesandter des preußischen Königs an den Hof des Königs Johannes von Abessinien. 1884/1885 stand er für einige Monate im Reichsdienst als Generalkonsul auf Sansibar, zeigte dabei aber nur wenig diplomatisches Geschick. In seine Amtszeit fielen die deutsch-afrikanischen „Schutzverträge“ im späteren Deutsch-Ostafrika und mit dem Sultanat Witu, die zum Konflikt mit dem Sultan von Sansibar führten.
1890 verlegte das Ehepaar Rohlfs seinen Wohnsitz von Weimar, der heutigen Belvederer Allee 19, nach Bad Godesberg und bezog dort die kleine Villa „Meinheim“. Während eines Kuraufenthaltes in Wiesbaden erlitt 1894 Rohlfs einen Schlaganfall, dem um die Jahreswende 1895/96 ein weiterer folgte. Rohlfs verstarb 1896 in Rüngsdorf bei Bad Godesberg. Seine Urne wurde, wie auch die seiner Ehefrau, auf dem Vegesacker Friedhof an der Lindenstraße in Bremen-Vegesack beigesetzt. Das Grabmal blieb erhalten (Lage: 53° 10′ 43,96″ N, 8° 35′ 50,87″ O). Seine Bibliothek und einen Teil seines schriftlichen Nachlasses vermachte er seiner Heimatstadt. Dieser wird heute im Museum Schloss Schönebeck in Bremen-Vegesack aufbewahrt.

## Auszeichnungen und Mitgliedschaften (Auswahl)
- 1865: Große Goldene Medaille der Pariser Geographischen Gesellschaft
- 1867: Ehrung durch die Royal Geographical Society, London
- 1867: Preußischer Kronen-Orden III. Klasse
- 1870: Ernennung zum Preußischen Hofrat
- 1870: Korrespondierendes Mitglied an der Bayerischen Akademie der Wissenschaften[17]
- 1871: Verleihung der Ehrendoktorwürde durch die Universität Jena
- 1891: Wahl zum Mitglied der Leopoldina[18]

## Persönliches
Rohlfs besondere Liebhaberei war eine Schuhsammlung, die er mit Exemplaren aus aller Welt vervollständigte.

## Nachruhm, Ehrungen
- Berühmt wurde der Publikumsliebling seiner Zeit weniger wegen seiner wissenschaftlichen Arbeit, sondern wegen seiner fesselnden Reisebeschreibungen. Trotz seiner fehlenden Ausbildung gilt er als einer der wichtigsten deutschen Afrikareisenden neben Friedrich Konrad Hornemann, Heinrich Barth, Gustav Nachtigal und Georg Schweinfurth sowie zusammen mit den beiden Franzosen René Caillié (1799–1838) und Henri Duveyrier (1840–1892) als einer der großen Sahara-Forscher des 19. Jahrhunderts.
- In seinem Heimatort Vegesack trägt die Gerhard-Rohlfs-Oberschule seinen Namen.
- 1910 wurde in Vegesack die Langenstraße, in der sein Geburtshaus stand, in Gerhard-Rohlfs-Straße umbenannt. Heute ist sie die Haupteinkaufsstraße des Stadtteils.
- Eine Gerhard-Rohlfs-Straße gibt es weiterhin in Bonn, Delmenhorst und Lingen (Ems); für Berlin-Dahlem, Dresden, Hannover, München und Weimar kennt klickTel eine Rohlfsstraße. In Hamburg, Mönkeberg, Werne und Witten ist der Rohlfsweg zu finden, die aber nicht alle nach ihm benannt sein dürften.
- Ein von ihm 1879 bei Bengasi (Libyen) neu entdecktes Alpenveilchen wurde ihm zu Ehren Cyclamen rohlfsianum benannt.

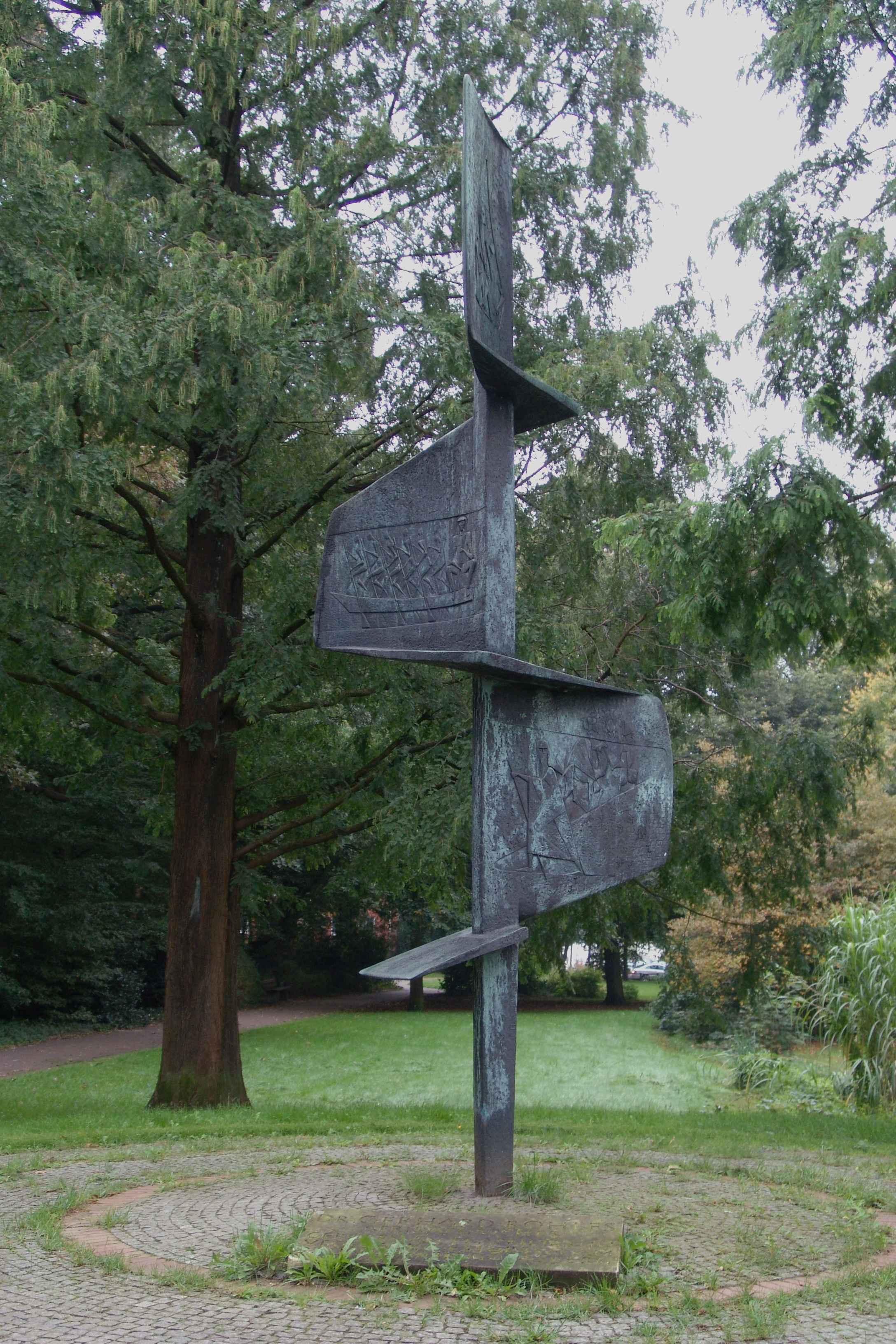
Gerhard-Rohlfs-Denkmal in Bremen-Vegesack

### Denkmal
Initiativen zu einem Denkmal für Rohlfs in Bremen gehen bis in die Zeit um 1911 zurück. Der Erste Weltkrieg, die Inflation und dann der Zweite Weltkrieg brachten diese Projekte, für die mehrere Entwürfe nachweisbar sind zum Scheitern. Eine Ausschreibung von 1956 gewann Paul Halbhuber mit einem als Wegweiser deutbaren, abstrakten Gerhard-Rohlfs-Denkmal aus Bronze, das am 14. April 1961, also 50 Jahre nach den ersten Anstößen, im Fährgrund an der Schulkenstraße in Vegesack eingeweiht wurde.

## Werke
- Reise durch Marokko, Übersteigung des großen Atlas. Exploration der Oasen von Tafilelt, Tuat und Tidikelt und Reise durch die große Wüste über Rhadames nach Tripolis. Bremen 1868 online – Internet Archive.
- Im Auftrage Sr. Majestät des Königs von Preußen mit dem Englischen Expeditionskorps in Abessinien. Bremen 1869 (urn:nbn:de:bvb:12-bsb10432192-2).
- Land und Volk in Afrika. Bremen 1870.
- Von Tripolis nach Alexandria. (Band 2) Band 1–2. Norden 1871.
- Mein erster Aufenthalt in Marokko und Reise vom Atlas durch die Oasen Draa und Tafilelt. Bremen 1873.
- Quer durch Afrika. Reise vom Mittelmeer nach dem Tschad-See und zum Golf von Guinea. Band 1 und 2. F. A. Brockhaus, Leipzig 1874–1875. (= Herbert Gussenbauer (Hrsg.): Quer durch Afrika – Die Erstdurchquerung der Sahara vom Mittelmeer zum Golf von Guinea 1865–1867. Einleitung von Herbert Gussenbauer. Verlag Neues Leben, Berlin 1874, Leseprobe, books.google.de).
- Drei Monate in der libyschen Wüste. Cassel 1875.
- Beiträge zur Entdeckung und Erforschung Afrikas. Berichte aus den Jahren 1870–1875. Leipzig 1876.
- Kufra. Reise von Tripolis nach der Oase Kufra, ausgeführt im Auftrage der afrikanischen Gesellschaft in Deutschland. Leipzig 1881 online – Internet Archive.
- Neue Beiträge zur Entdeckung und Erforschung Afrikas. Cassel 1881.
- Expedition zur Erforschung der Libyschen Wüste unter den Auspizien Sr. H. d. Chedive von Ägypten im Winter 1874/1875 ausgeführt. Cassel 1883.
- Meine Mission nach Abessinien. Auf Befehl Sr. Maj. des deutschen Kaisers, im Winter 1880/1881 unternommen. Leipzig 1883.
- Angra Pequena. Leipzig 1884.
- Quid novi ex Africa. Kassel 1886.

## Rezeption
- Wolfgang Genschorek: Im Alleingang durch die Wüste. Das Forscherleben des Gerhard Rohlfs. 1990, ISBN 3-325-00263-3.
- Horst Gnettner: Der Bremer Afrikaforscher Gerhard Rohlfs. Vom Aussteiger zum Generalkonsul. Eine Biographie. edition lumière, Bremen 2005, ISBN 3-934686-33-8.
- Konrad Guenther (1912): Gerhard Rohlfs – Lebensbild eines Afrikaforschers. Mit einem Anhang von Rudolph Said-Ruete. 352 S., 70 Abb. auf 45 Tafeln und einer Karte. 1. Aufl. Fehsenfeld Freiburg.
- Viktor Hantzsch: Rohlfs, Gerhard Friedrich. In: Allgemeine Deutsche Biographie (ADB). Band 53, Duncker & Humblot, Leipzig 1907, S. 440–449.
- Rainer-K. Langner: Das Geheimnis der großen Wüste. Auf den Spuren des Saharaforschers Gerhard Rohlfs. Frankfurt am Main, 2004, ISBN 3-10-043930-9.
- Helmut Lieblang: „…Ben Nemsi, Nachkomme der Deutschen…“ Karl May und Gerhard Rohlfs. In: Jahrbuch der Karl-May-Gesellschaft. Hansa Verlag, Husum 1998 (karl-may-gesellschaft.de [abgerufen am 1. Dezember 2010]).
- Hans-Otto Meissner: Durch die sengende Glut der Sahara. Die Abenteuer des Gerhard Rohlfs. Cotta, Stuttgart 1967, Neuauflage: Klett, Stuttgart 1982, ISBN 3-12-920033-9.
- Wilfried Schroeder zu Gerhard Rohlfs; zahlreiche Aufsätze in dem BLV, 1994–1999.
- Gerhard H. Müller: Rohlfs, Gerhard. In: Neue Deutsche Biographie (NDB). Band 21, Duncker & Humblot, Berlin 2003, ISBN 3-428-11202-4, S. 767 f. (Digitalisat).
- Günter Bolte: Gerhard Rohlfs, Anmerkungen zu einem bewegten Leben Edition Falkenberg 2019, ISBN 978-3-95494-201-5
- Maria Keipert (Red.): Biographisches Handbuch des deutschen Auswärtigen Dienstes 1871–1945. Herausgegeben vom Auswärtigen Amt, Historischer Dienst. Band 3: Gerhard Keiper, Martin Kröger: L–R. Schöningh, Paderborn u. a. 2008, ISBN 978-3-506-71842-6, S. 713